# Сельское поселение Авангард
Сельское поселение Авангард  — муниципальное образование в Алексеевском районе Самарской области.
Административный центр поселения — посёлок Авангард.

## Административное устройство
В состав сельского поселения Авангард входят:
- посёлок Авангард,
- посёлок Первокоммунарский,
- посёлок Седыши,
- село Антоновка,
- село Осиповка,
- село Павловка.